# Michitaka Akimoto
Michitaka Akimoto (født 24. september 1982) er en japansk fodboldspiller.
Han har spillet for flere forskellige klubber i sin karriere, herunder Ventforet Kofu, Kyoto Sanga FC og Kataller Toyama.